# ساوثپورت (ایندیانا)
ساوثپورت، ایندیانا (به انگلیسی: Southport, Indiana) یک شهر در ایالات متحده آمریکا با جمعیت ۱٬۷۱۲ نفر است که در ایندیانا واقع شده‌است.

## موقعیت جغرافیایی
موقعیت جغرافیایی شهرها و مناطق اطراف به شرح زیر است: